# Колорадо (округ)
Округ Колорадо (англ. Colorado county) — округ штата Техас Соединённых Штатов Америки. На 2000 год в нем проживало 20 390 человек. По оценке бюро переписи населения США в 2008 году население округа составляло 20 734 человек. Окружным центром является город Колумбус.

## История
Округ Колорадо был сформирован в 1836 году. Своё название он получил он названия реки Колорадо.

## География
По данным бюро переписи населения США площадь округа Колорадо составляет 2522 км², из которых 2494 км² — суша, а 28 км² — водная поверхность (1,09 %).